# Medlemsbank
Medlemsbank (i Finland kallat andelsbank) är en bankform och ekonomisk förening i Sverige vars syfte är att gynna medlemmarnas ekonomiska intressen. Medlemsbanker regleras enligt lagen om medlemsbanker (1995:1570). I Sverige finns det idag två medlemsbanker, Ekobanken och JAK Medlemsbank.